# Viktor Fasth
Viktor Fasth (* 8. srpna 1982, Kalix, Švédsko) je bývalý profesionální švédský hokejový brankář, který své poslední sezóny strávil v dresu Växjö Lakers.

## Kariéra
Svojí profesionální hokejovou kariéru zahájil v sezóně 2000-01 v týmu Brooklyn Tigers. Poté hrál za Vänersborgs HC, Tvåstad Cobras, Tingsryds AIF a Växjö Lakers. Během sezóny 2008-09 chytal pouze v devíti zápasech kvůli zranění a v pozici jedničky týmu Växjö Lakers jej vystřídal Christoffer Bengtsberg. V následující sezóně 2009-10 nastal v jeho kariéře průlom, poté, co byl nejlepší v procentuální úspěšnosti chycených střel nižší švédské ligy HockeyAllsvenskan. Na jaře roku 2010 byl přijat k týmu AIK Ishockey, který hrál nejelitnější švédskou ligu Elitserien a vytvořil tam brankářské duo s brankářem Christopherem Heino-Lindbergem. Ve své premiérové sezóně 2010-11 v Elitserien zaznamenal úspěch a pomohl klubu AIK ze Stockholmu do semifinále v playoff, kde vypadli s týmem Färjestads BK. Za své výkony získal cenu Honken Trophy pro nejlepšího brankáře ligy. V sezóně 2010-11 se stal také reprezentačním brankářem švédské reprezentace a na mezinárodní scéně debutoval 6. dubna 2011 proti Německu. V roce 2011 také obdržel cenu Goldpucken. Na konci sezóny byl nominován do švédské reprezentace pro Mistrovství světa 2011 na Slovensku, kde se stal vicemistrem světa a získal cenu za nejužitečnějšího hráče tohoto šampionátu. V sezóně 2012/13 zkusil štěstí v zámoří, když přestoupil do klubu Anaheim Ducks, z kama byl často posílán na klubovou farmu do nižší soutěže AHL. Dne 4. března 2014, při předposledním přestupovém dnu v NHL byl vyměněn do Edmontonu Oilers za volbu ve čtvrtém kole draftu 2014 o a třetím kole draftu v roce 2015.

## Úspěchy

### Individuální úspěchy
- Nejúspěšnější brankář ligy Division 1 (část jih) v procentu chycených střel - 2006-07
- Nejúspěšnější brankář ligy HockeyAllsvenskan v procentu chycených střel - 2009-10
- Honken Trophy - 2010-11
- Goldpucken - 2010-11
- Nejužitečnější hráč MS - 2011
- Člen Sll-Star týmu MS - 2011
- Nejlepší brankář MS - 2011

### Kolektivní úspěchy
- Stříbrná medaile na MS - 2011

## Statistiky

### Statistiky v základní části
| 2010-11            | AIK Ishockey       | Elitserien         | 42 | 2.26 | 92,5 |    |    | 93  | 1138 | 2 | 2473 |
| 2011-12            | AIK Ishockey       | Elitserien         | 46 | 2.12 | 93,1 |    |    | 95  | 1289 | 5 | 2683 |
| 2012-13            | Anaheim Ducks      | NHL                | 25 | 2.18 | 92,1 | 15 | 6  | 52  | 609  | 4 | 1428 |
| 2012-13            | Norfolk Admirals   | AHL                | 3  | 1.96 | 91,4 | 1  | 2  | 6   | 64   | 0 | 183  |
| 2013-14            | Anaheim Ducks      | NHL                | 5  | 2.95 | 88,5 | 2  | 2  | 15  | 116  | 0 | 305  |
| 2013-14            | Norfolk Admirals   | AHL                | 5  | 2.40 | 92,2 | 3  | 2  | 11  | 130  | 0 | 275  |
| 2013-14            | Edmonton Oilers    | NHL                | 7  | 2.73 | 91,4 | 3  | 3  | 18  | 191  | 0 | 396  |
| 2014-15            | Edmonton Oilers    | NHL                | 26 | 3.41 | 88,8 | 6  | 15 | 76  | 605  | 0 | 1336 |
| 2015-16            | HC CSKA Moskva     | KHL                | 20 | 1.66 | 92,1 | 13 | 4  | 31  | 361  | 3 | 1122 |
| 2016-17            |                    |                    | -  | -    | -    | -  | -  | -   | -    | - | -    |
| NHL celkově        | NHL celkově        | NHL celkově        | 63 | 2.79 | 90,4 | 26 | 26 | 161 | 1521 | 4 | 3465 |
| AHL celkově        | AHL celkově        | AHL celkově        | 8  | 2.23 | 91,9 | 4  | 4  | 17  | 194  | 0 | 458  |
| KHL celkově        | KHL celkově        | KHL celkově        | 20 | 1.66 | 92,1 | 13 | 4  | 31  | 361  | 3 | 1122 |
| Elitserien celkově | Elitserien celkově | Elitserien celkově | 88 | 2.19 | 92,8 |    |    | 188 | 2427 | 7 | 5156 |

### Statistiky v play off
| 2010-11            | AIK Ishockey       | Elitserien         | 8  | 1.78 | 94,5 |  |  | 14 | 240 | 1 | 472  |
| 2011-12            | AIK Ishockey       | Elitserien         | 12 | 2.79 | 92,1 |  |  | 35 | 408 | 1 | 752  |
| Elitserien celkově | Elitserien celkově | Elitserien celkově | 20 | 2.40 | 93,0 |  |  | 49 | 648 | 2 | 1224 |